# Torneo de Cali 2024
El Torneo de Cali 2024 (o Copa Open 2024, por motivos comerciales) fue un torneo de tenis perteneció a la categoría WTA 125. Se trató de la 8ª edición; el torneo tuvo lugar en la ciudad de Cali, Colombia entre el 4 y el 9 de noviembre de 2024.

## Cabezas de serie

### Individuales
| Tenista            | Ranking | Preclasificada |
| Camila Osorio      | 64      | 1              |
| Irina-Camelia Begu | 102     | 2              |
| Robin Montgomery   | 107     | 3              |
| Chloé Paquet       | 108     | 4              |
| Julia Riera        | 117     | 5              |
| Laura Pigossi      | 129     | 6              |
| Darja Semeņistaja  | 131     | 7              |
| Anca Todoni        | 138     | 8              |

- Ranking del 28 de octubre de 2024.[2]

### Dobles
| Tenista                              | Ranking | Preclasificada |
| Veronika Erjavec Kristina Mladenovic | 180     | 2              |
| Maria Kononova Maria Kozyreva        | 360     | 2              |
| Alicia Herrero Liñana Melany Krywoj  | 387     | 3              |
| Aliona Bolsova Valeriya Strakhova    | 405     | 4              |

## Campeonas

### Individuales femeninos
Irina-Camelia Begu venció a  Veronika Erjavec por 6–3, 6–3

### Dobles femenino
Veronika Erjavec /  Kristina Mladenovic vencieron a  Tara Würth /  Katarina Zavatska por 6–2, 7–6(4)